# Fåglaviks stationshus

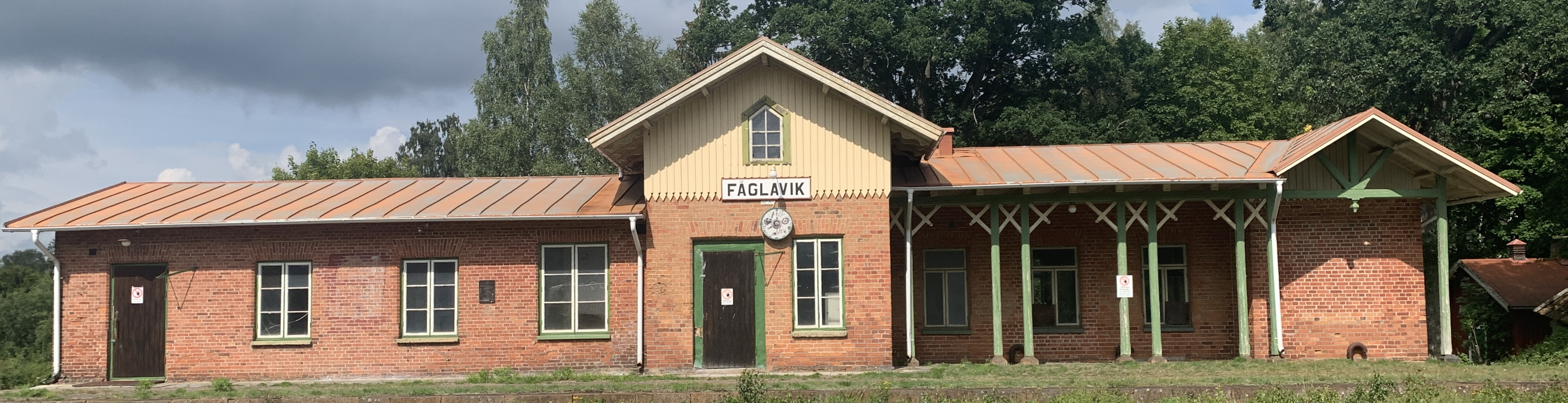
Fåglaviks stationshus

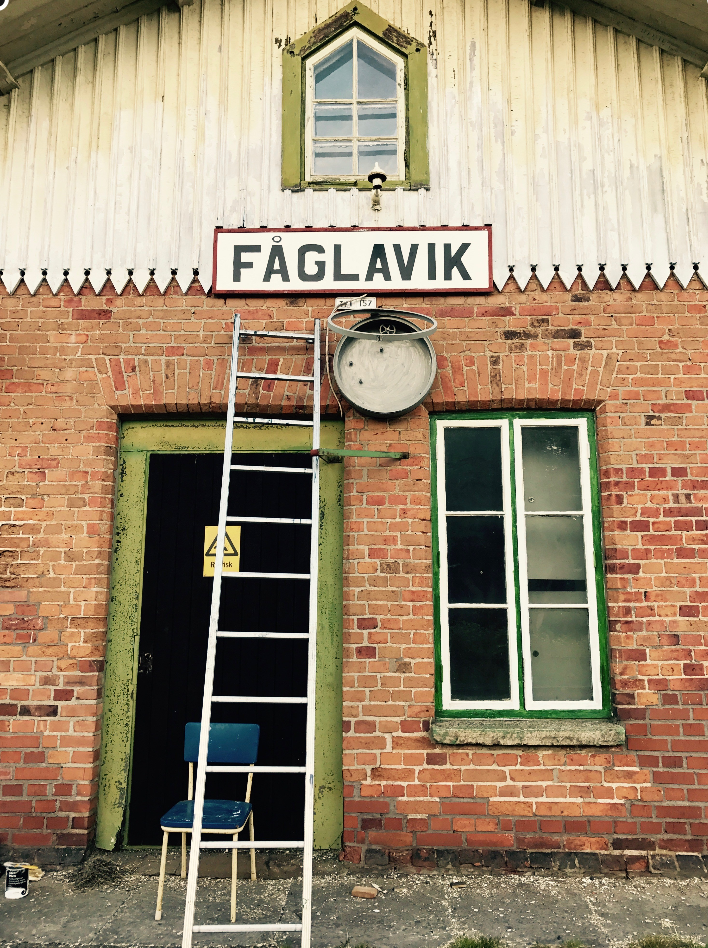
Fåglaviks stationshus

Fåglaviks stationshus byggdes år 1858 i samband med att Västra stambanans tillkomst. Det ligger i Fåglavik i Herrljunga kommun.  Fåglaviks stationshus ritades av SJ:s dåvarande chefsarkitekt Adolf W. Edelsvärd, enligt den så kallade Partilledsmodellen och är det enda bevarade stationshuset av denna tidiga stationshustyp. Utbyggnaden av järnvägsnätet var av stor betydelse för Sveriges omdaning från bondesamhälle till modernt industrisamhälle. Stationsbyggnaderna är statligt byggnadsminne sedan den 29 mars 2018.

## Bakgrund
Anläggandet av stationen i Fåglavik (Foglavik) hade stor betydelse för uppväxten av samhället i Fåglavik under senare delen av 1800-talet. Den fick en placering där den nya järnvägen korsade vägen mellan Borås och Skara. Därefter uppstod ett litet samhälle kring stationen, som blev en knutpunkt för bland annat spannmålshandel när stationen byggdes 1858.
Än idag finns ett spannmålsmagasin kvar från denna tid i närheten av stationen. En gästgivargård kompletterade stationen, för dem som behövde stanna kvar innan de reste vidare. Då Fåglaviks glasbruk startade tillverkningen av glas 1874, växte Fåglavik till att bli ett brukssamhälle. Under många år blomstrade Fåglavik och glasbruket lockade många besökare. Fåglaviks station lades ned 1973 och bangården med perronger och lastkaj har ersatts av genomgångsspår. Idag susar tågen på Västra stambanan förbi i hög fart alldels intill den gamla stationen.
Fåglaviks stationshus har kvar det utseende, som det hade då det första tåget anlände till platsen. I Fåglavik finns hela stationsmiljön kvar och består av stationshus, uthus, jordkällare och en trädgård, som vårdas av lokalbefolkningen..

## Statligt byggnadsminne
De tre stationer regeringen den 29 mars 2018 valde att bevara åt eftervärlden som statliga byggnadsminnen är:
- Fåglaviks station (1858) i Fåglavik (Herrljunga kommun)
- Landeryds station (1886 och 1906) (Hylte kommun)
- Ornäs station (1876) (Borlänge kommun)

De tre byggnaderna är till största delen välbevarade och sammantaget har dessa miljöer ett högt kulturhistoriskt värde.